# Princesse Winona
Pour les articles homonymes, voir Winona (homonymie).

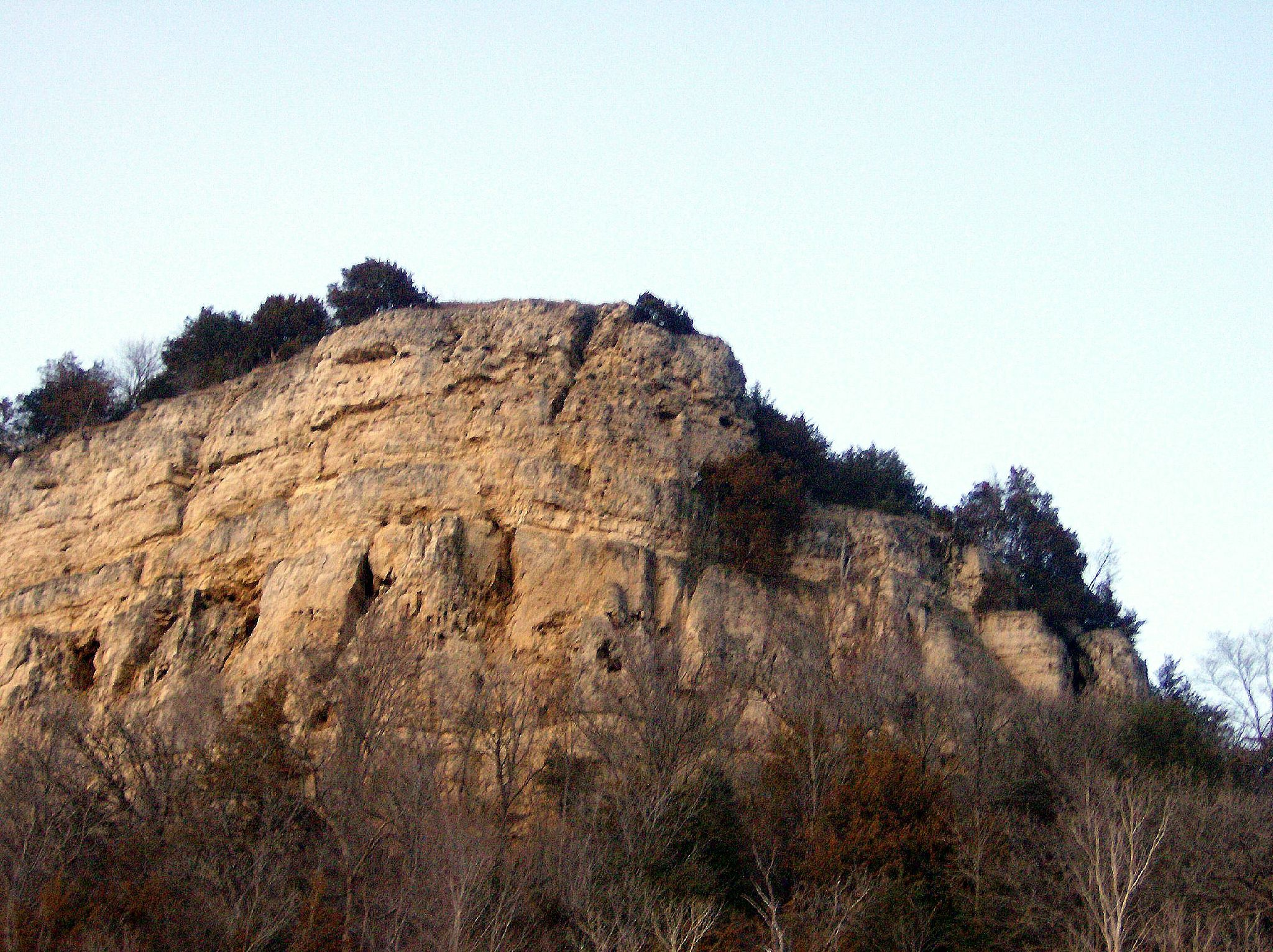
Le Maiden Rock, l'un des rochers d'où Winona se serait jetée dans le vide.

Princesse Winona est un personnage amérindien dans une légende tragique qui est situé à Maiden Rock, dans le comté de Pierce, sur les rives wisconsinoises du lac Pépin. La princesse Winona se serait jetée dans le vide du haut du Maiden Rock pour éviter de se marier à son soupirant qu'elle n'aimait pas.

## La légende

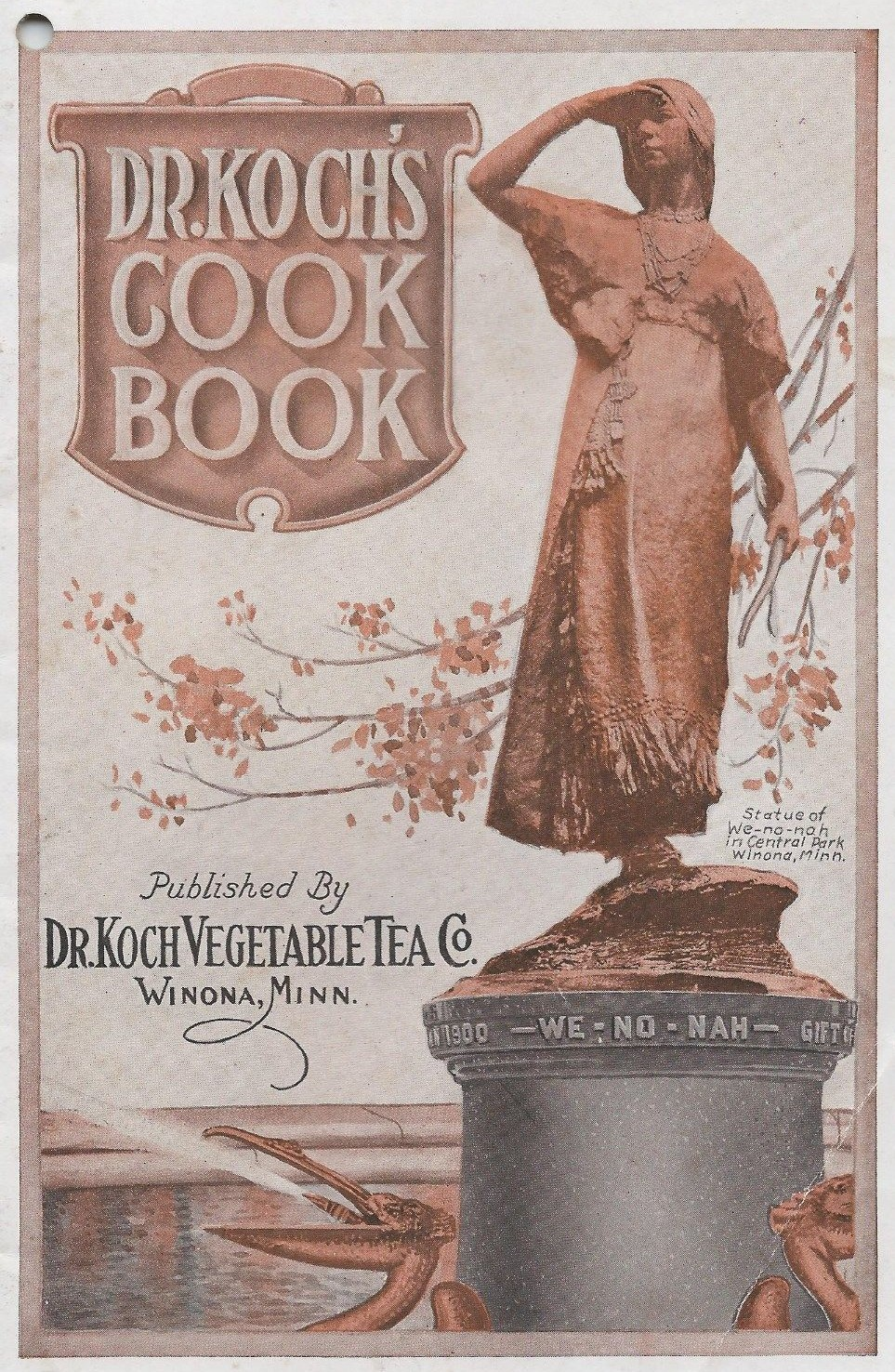
Statue de We-no-nah à la fontaine du Central Park à Winona, Minnesota.

Il y a plusieurs variantes à l'histoire de Winona. Le père de Winona est soit le chef Aile Rouge qui a donné son nom au village de Red Wing dans le Minnesota ou le chef Wabasha (Wapasha) d'un village connu sous le nom Keoxa, maintenant Winona. Plutôt que d'épouser le soupirant qui lui était promis, Winona préfère se suicider en se jetant du haut du Maiden Rock. L'identité du soupirant change suivant les différentes versions : il pourrait s'agir d'un trappeur français ou d'un Amérindien d'une autre tribu.
En langue dakota, Winona n'est pas un nom personnel, mais un terme général si l'aînée de la famille est de sexe féminin.
Le concept de princesse doit être ici compris dans son acception américano-européenne, puisqu'il n'y a pas d'équivalent pour ce concept dans la majorité des langues sioux.
Aujourd'hui, Winona est devenue un toponyme et un prénom courant aux États-Unis.

## Adaptations de la légende
- Winona, la vierge indienne, poème de Stanislas Constant